# ユメノハシラ
『ユメノハシラ』は、2012年10月9日から2014年3月25日までフジテレビで放送されていたヒューマンドキュメンタリー番組である。アイダ設計の一社提供。全74回。放送時間は毎週火曜 22:54 - 23:00 （日本標準時）。
ナレーターは、フジテレビアナウンサーの中村仁美が務めていた。